# Frauen·und·technik

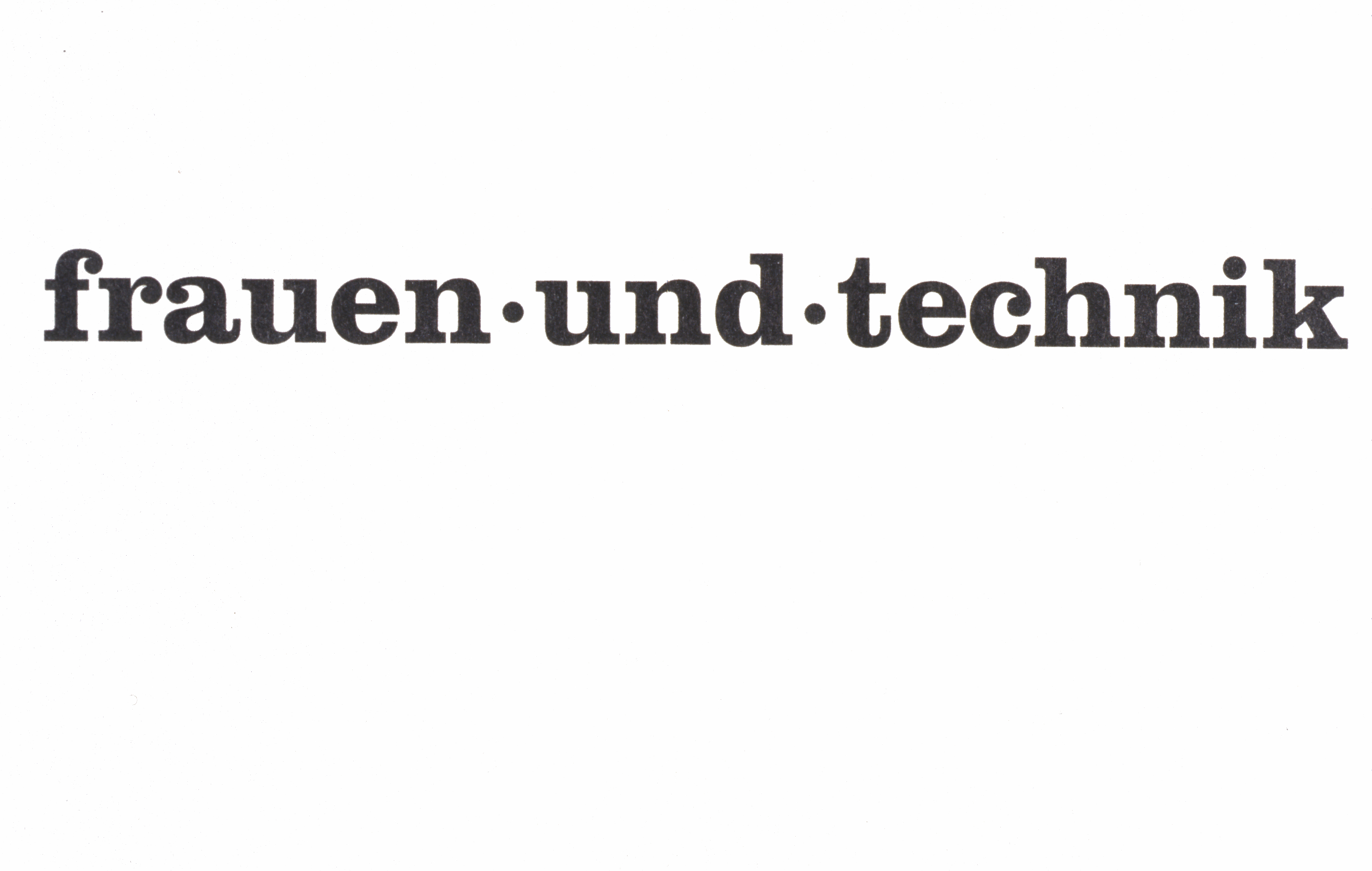
Logo (1992)

frauen·und·technik (1991 bis 1993) war eine Künstlerinnengruppe von zehn Frauen aus dem Umfeld der Hochschule für bildende Künste Hamburg, die 1991 gegründet wurde und sich aus einem medientheoretischen und technikphilosophischen Arbeitskreis entwickelte.

## Selbstverständnis und Beteiligung

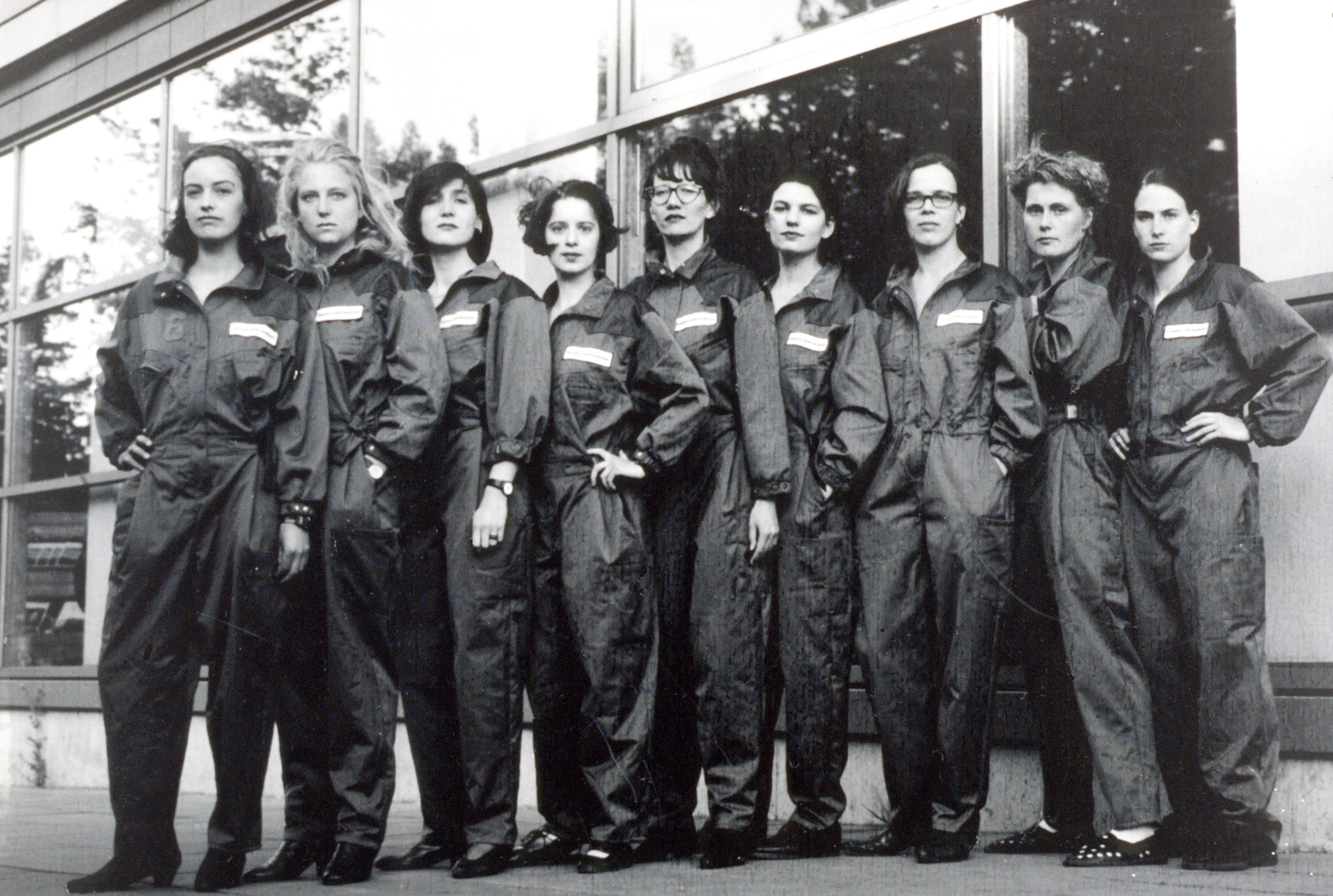
Gruppe (1992)

frauen·und·technik setzte sich zum Ziel, dem Einfluss der elektronischen Medien auf die Bereiche Kommunikation und Kunst sowie einer von den Künstlerinnen wahrgenommenen Verunsicherung der Gesellschaft durch den Einfluss dieser neuen Medien mit einer theoretisch fundierten Arbeit zu begegnen. Darüber hinaus wollte frauen·und·technik Positionen zu den veränderten medialen Bedingungen künstlerischer Arbeit in den 1990er Jahren entwickeln. frauen·und·technik befragt in ihrer künstlerischen Praxis Formen kollektiven Arbeitens, auch indem sie diesen Gruppenzusammenhang nach außen sichtbar macht: Die Künstlerinnen treten nicht als Individuen, sondern nur uniformiert als Gruppe auf. Die Gruppe kann aufgrund der beteiligten Personen Ellen Nonnenmacher, Bettina Schoeller, Lore Piatkowski, Ania Corcilius, Cornelia Sollfrank, Korinna Knoll, Annette Kisling, Silke Mauritius, Janine Sack und Christine Bader wie ihrer künstlerischen und politischen Positionen in den Kontext des Cyberfeminismus gestellt werden. Der Cyberfeminismus ist eine seit den 1990er-Jahren bestehende feministische Strömung, die sich der Verschaltung von digitaler Technologie, Geschlecht und Sexualität widmet.

## Arbeitsweisen und Projekte

### Medientheoretische Performativität

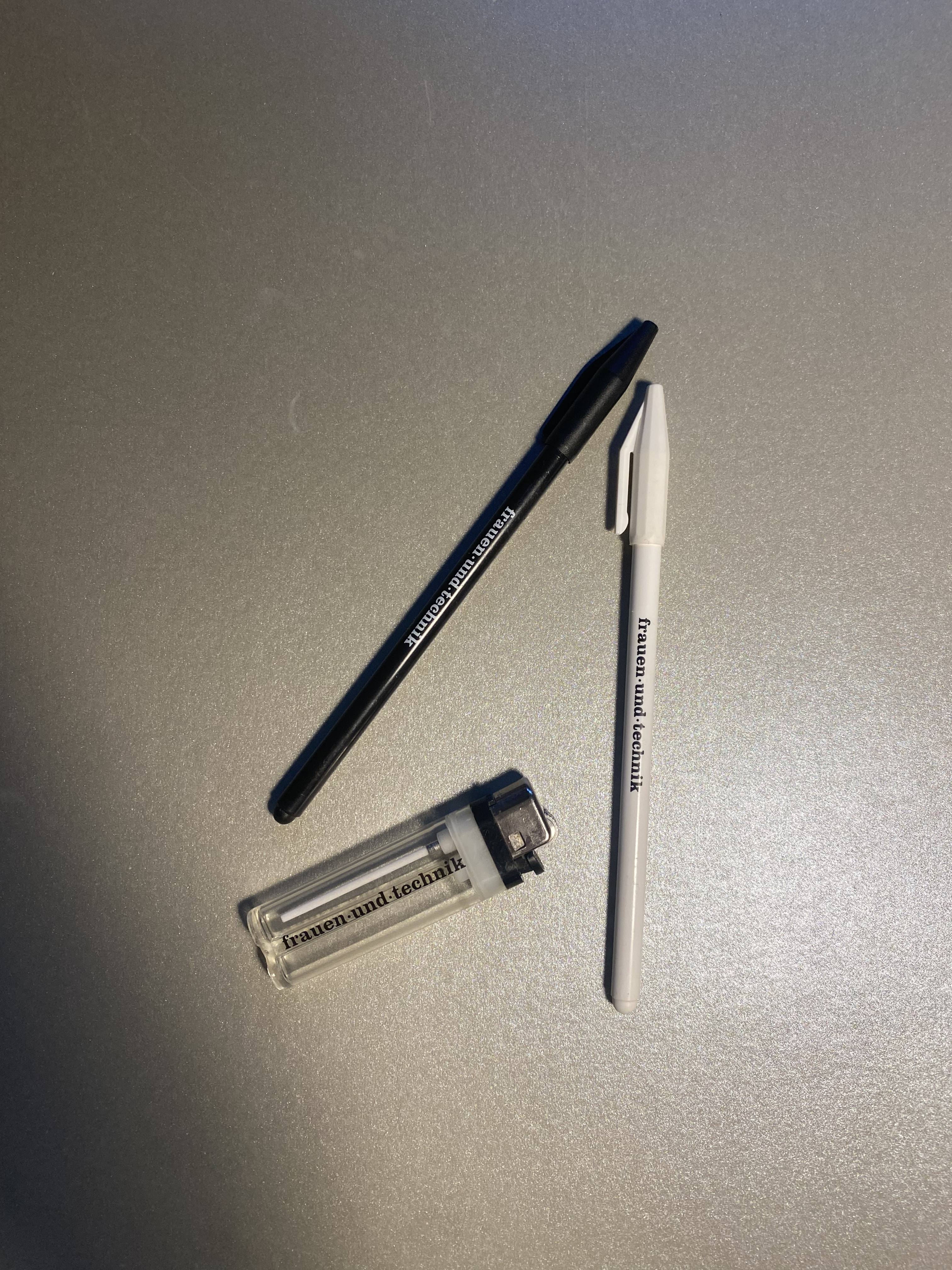
Merchandise-Artikel von frauen·und·technik

Mit künstlerisch intermedialen Strategien der Performativität, der Aneignung und der ironisch-humorvollen Dekonstruktion thematisierte frauen·und·technik, wie elektronische Medien die Kommunikation in verschiedenen gesellschaftlichen Bereichen beeinflussen und verändern. Im Sinne des von Donna Haraway im Cyborg Manifesto formulierten Appells, der dem Patriarchat zugeschriebenen Technologie einerseits nicht hörig und voller Faszination zu unterliegen, andererseits aber auch nicht mit Skepsis, Angst oder Abneigung zu begegnen und sie damit als dominante Herrschaftsform agieren zu lassen, sondern sich als Frau in den Schaltkreis zu integrieren („women in the integrated circuit“) plädiert frauen·und·technik für eine affirmativ-kritische, empowernde und emanzipatorische Rezeption. Im Anschluss an medientheoretische Positionen wie von Marshall McLuhan, Paul Virilio, Vilém Flusser, dass elektronische Medien eine aktive Medienrezeption ermöglichen, so dass jede Person zur sendenden und nicht nur empfangende Instanz von Informationen wird. Neben medientheoretischen Einflüssen dient häufig die psychoanalytische Theorie, v. a. die Jacques Lacans, als konzeptuelle Basis von frauen·und·technik.

### Parasitäre Corporate Culture
frauen·und·technik verwendet Strategien aus dem Marketing wie die Corporate Identity oder das Corporate Design, um diese auf Vermarktung und Wirkung ausgerichteten Kommunikationsstrategien zu unterlaufen. In ihrer ersten Aktion als Kollektiv, 1991, fanden sich frauen·und·technik im BP-Overall gekleidet im BP-Haus in Hamburg ein und verteilten, mit ihrem Logo und ihrem Desing versehene PR-Geschenke (Kugelschreiber und Feuerzeuge) und Informationsbroschüren. frauen·und·technik sprechen vor der taz von „parasitärem Prinzip“ wenn sie mit betriebswissenschaftlich, Public Relation - und marketingbezogenen Ästhetiken und Formen, wie Grafiken, Kurven, Diagrammen zwar Formen, aber keine Inhalte kommunizieren. Die Vermarktungslogik exerzierten frauen·und·technik bis zur Selbstauflösung durch. In einer Aktion von 1993 boten sie ihren „Marken“-Namen zum Verkauf an: „Sie kennen den Preis der Technik. Sie wissen, daß Frauen teuer sind.“

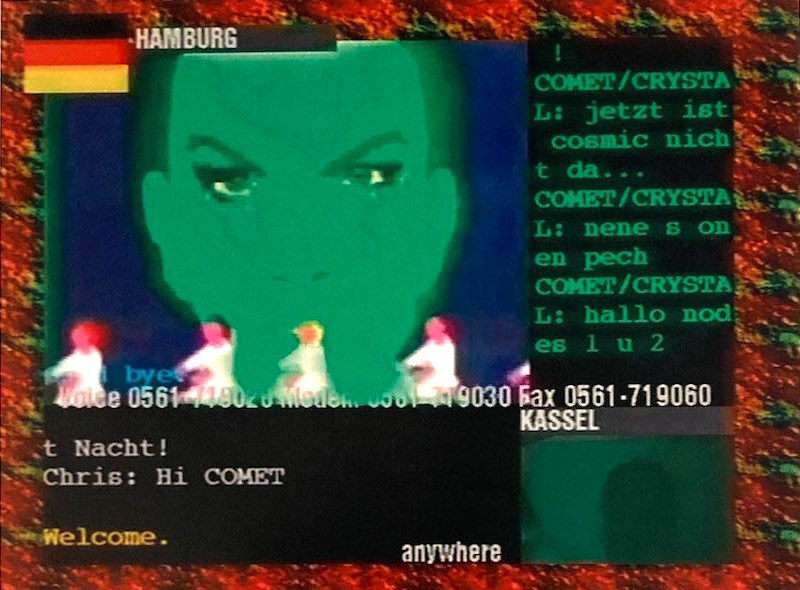
Screenshot Penisneidspiele (1992)

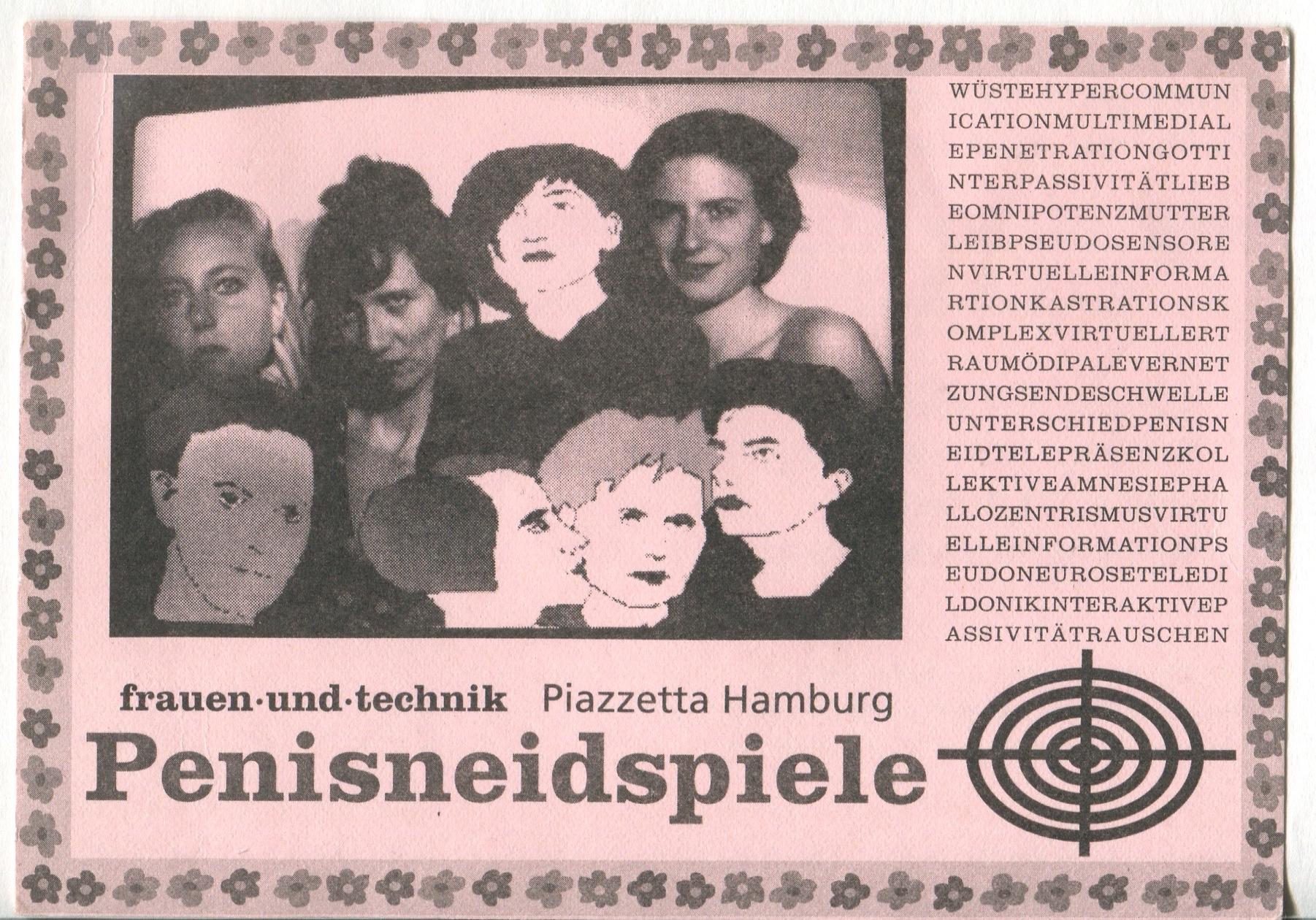
Einladungskarte Penisneidspiele (1992)

### Penisneidspiele auf der documenta IX
Zu großer Bekanntheit gelangte die Gruppe durch ihre Beteiligung mit der Kunstarbeit „Penisneidspiele“ beim interaktiven über 3sat gesendeten Kunstfernsehprojekt Piazza Virtuale der Gruppe van-Gogh-TV auf der documenta IX. „Penisneid“, erklärt Lore Piatkowski von frauen·und·technik der taz in einem Bericht vom 29. August 1992, „ist das, was Frauen oft unterstellt wird, wenn sie zum Beispiel als Künstlerinnen mit neuen Medien, wie Computer oder Video arbeiten.“ Im Spielshow-Format bei der sich das Fernsehpublikum über ein Faxgerät, Tastentelefon oder Stimm-Modem zuschalten kann, werden Geschlechterfragen und die damit verbundenen Machtverhältnisse performativ inszeniert und hinterfragt.

## Anschlüsse und Weiterführung
1993 entwickelte sich nach frauen·und·technik die Künstlerinnengruppe -Innen, deren künstlerische Arbeiten die feministischen und medienkritischen Fragestellungen performativ weiterentwickelte. Auch wenn sich frauen·und·technik selbst nicht dezidiert als feministische Gruppierung bezeichneten, gilt das Kollektiv als Vorläuferin von cyberfeministischen Künstlerinnengruppen wie dem Old Boys Network.